# Ilha de Gonçalo Álvares
A ilha de Gonçalo Álvares, também conhecida como ilha Gough (em inglês:  Gough Island), é uma ilha vulcânica localizada 400 km a sudeste da Tristão da Cunha no Atlântico Sul.  Sua superfície é de 65 km², e a elevação máxima de 910 m. Junto com a ilha de Tristão da Cunha é uma dependência de Santa Helena, um território ultramarino britânico. É um ponto extremamente remoto, pois, excluídas as outras pequenas ilhas desta mesma dependência, situa-se a 2700 km do cabo da Boa Esperança e a 3200 do ponto mais próximo da América do Sul

## Geografia e geologia
A ilha de Gonçalo Álvares é um dos fragmentos emersos da divisão das placas africana e sul-americana provocada pela dorsal meso-atlântica, a cadeia montanhosa submarina que atravessa o oceano Atlântico de norte a sul. Nesta latitude, há uma confluência das águas frias procedentes da Antártida, que se encontram com as águas quentes procedentes dos trópicos. Estas condições garantem uma excepcional riqueza de vida marinha, que contrasta com a vegetação de pequeno porte, embora muito característica, castigada pelo frio, pela neve e por ventos e chuvas torrenciais.

## História
A ilha foi descoberta pelo navegador português Gonçalo Álvares em 1505. O primeiro desembarque documentado foi do mercador inglês Anthony de la Roché em abril de 1675 . A denominação atual inglesa homenageia Charles Gough, que pensou tê-la descoberto em 1731.

## População
Não há população civil permanente em Gonçalo Álvares, sendo que a ilha é ocupada apenas por seis militares mantidos pelo governo da África do Sul (apesar de a ilha ser britânica), que cuidam de uma base meteorológica localizada no sudeste de Gonçalo Álvares.

## Reserva da biosfera
Em 1976, graças à singularidade de seus ecossistemas excepcionalmente preservados, Gonçalo Álvares e suas águas foram declarados reserva de vida selvagem. Em 1994, juntamente com a ilha Inacessível, também pertencente ao arquipélago de Tristão da Cunha, foi declarada reserva da biosfera e, em 2004, inscrita na lista do patrimônio mundial da UNESCO.

### Classificação como Património Mundial
As ilhas de Gonçalo Álvares e Inacessível são duas extraordinárias ilhas oceânicas desabitadas que permaneceram relativamente imperturbáveis, e são, portanto, de especial importância de conservação.A ilha de Gonçalo Álvares é uma das maiores ilhas oceânicas temperadas do mundo que permanece perto de intactas, tendo sido poupadas a maioria das introduções de espécies invasoras que dizimaram a biodiversidade insular única em outros lugares. Embora a ilha inacessível seja menor, não tem menor significado, albergando uma série de espécies endémicas a esta pequena mancha no Oceano Atlântico Sul.
As espetaculares falésias de cada ilha, elevando-se acima do oceano, acolhem algumas das mais importantes colónias de aves marinhas do mundo. Estes incluem albatrozes, petréis e pinguins, dependentes da rica vida marinha que os rodeia. A ilha de Gonçalo Álvares é o lar de duas espécies endémicas de aves terrestres, bem como doze espécies de plantas endémicas. A natureza imperturbável das ilhas torna-as particularmente valiosas para a investigação biológica.
A ilha Inacessível e a ilha de Gonçalo Álvares integram um sítio classificado pela UNESCO como Património Mundial em 1995.

## Galeria

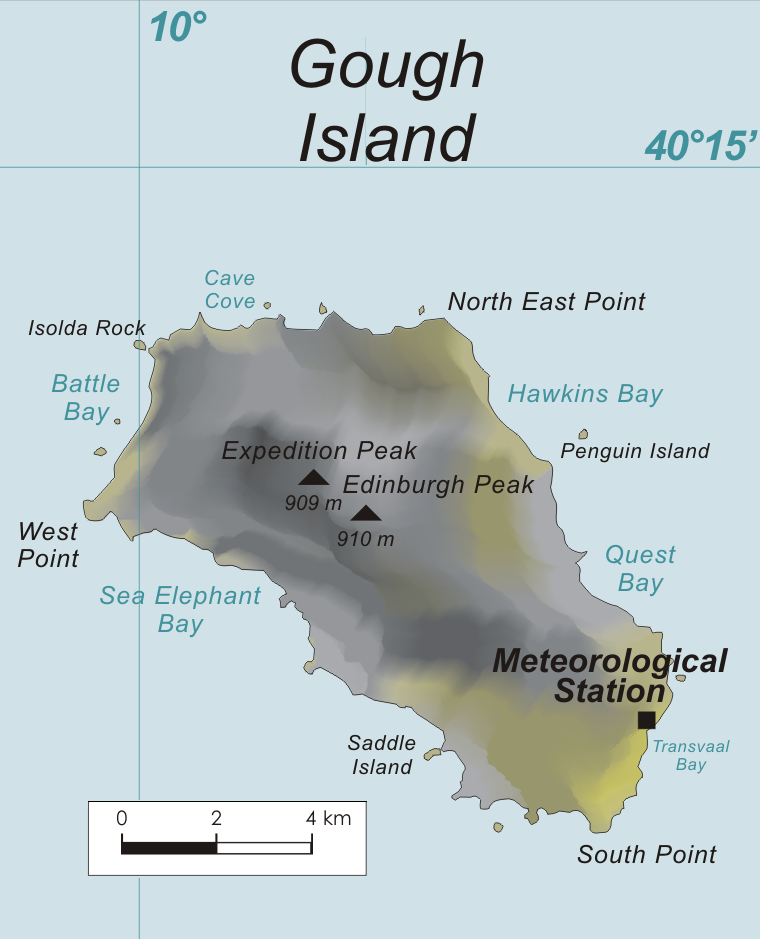
Ilha de Gonçalo Álvares
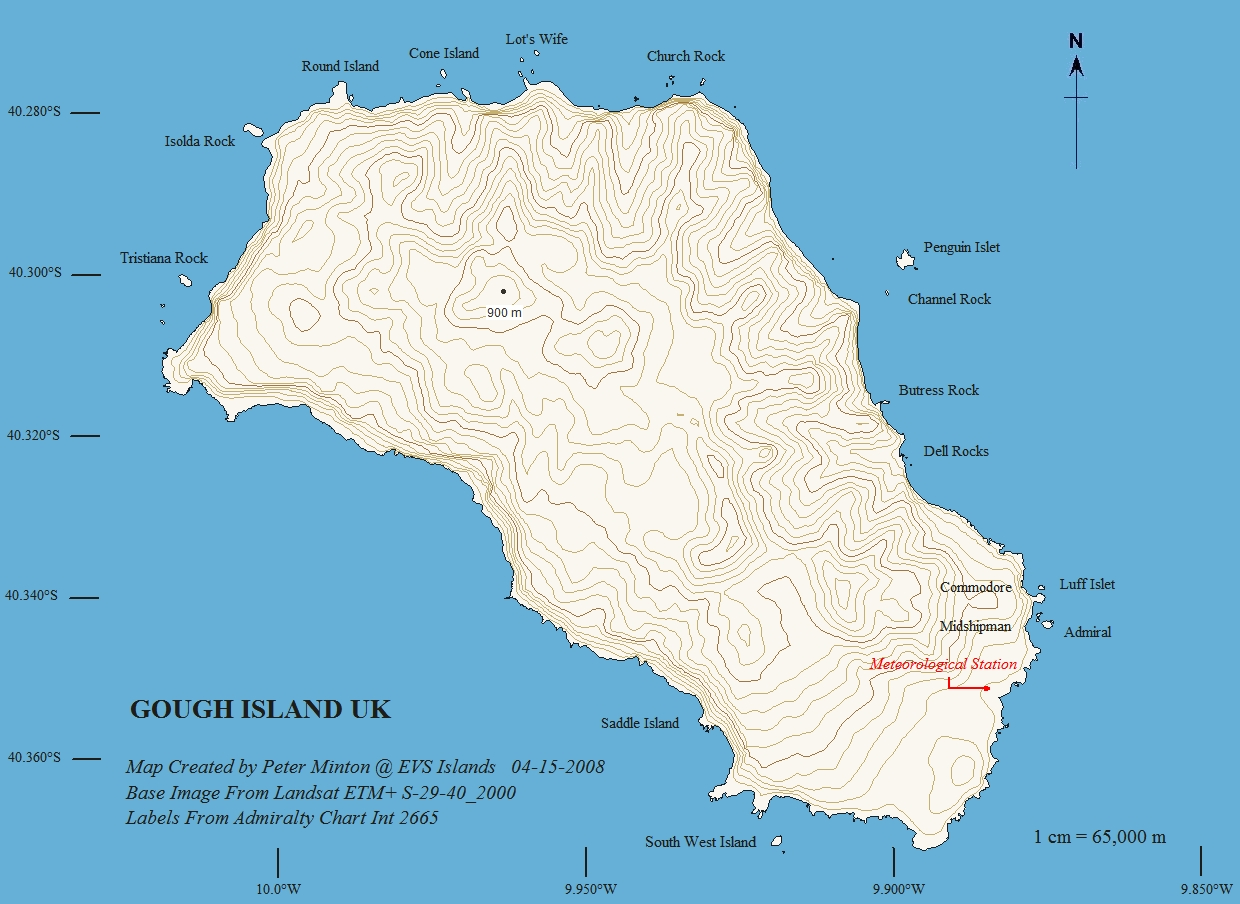
Ilha de Gonçalo Álvares
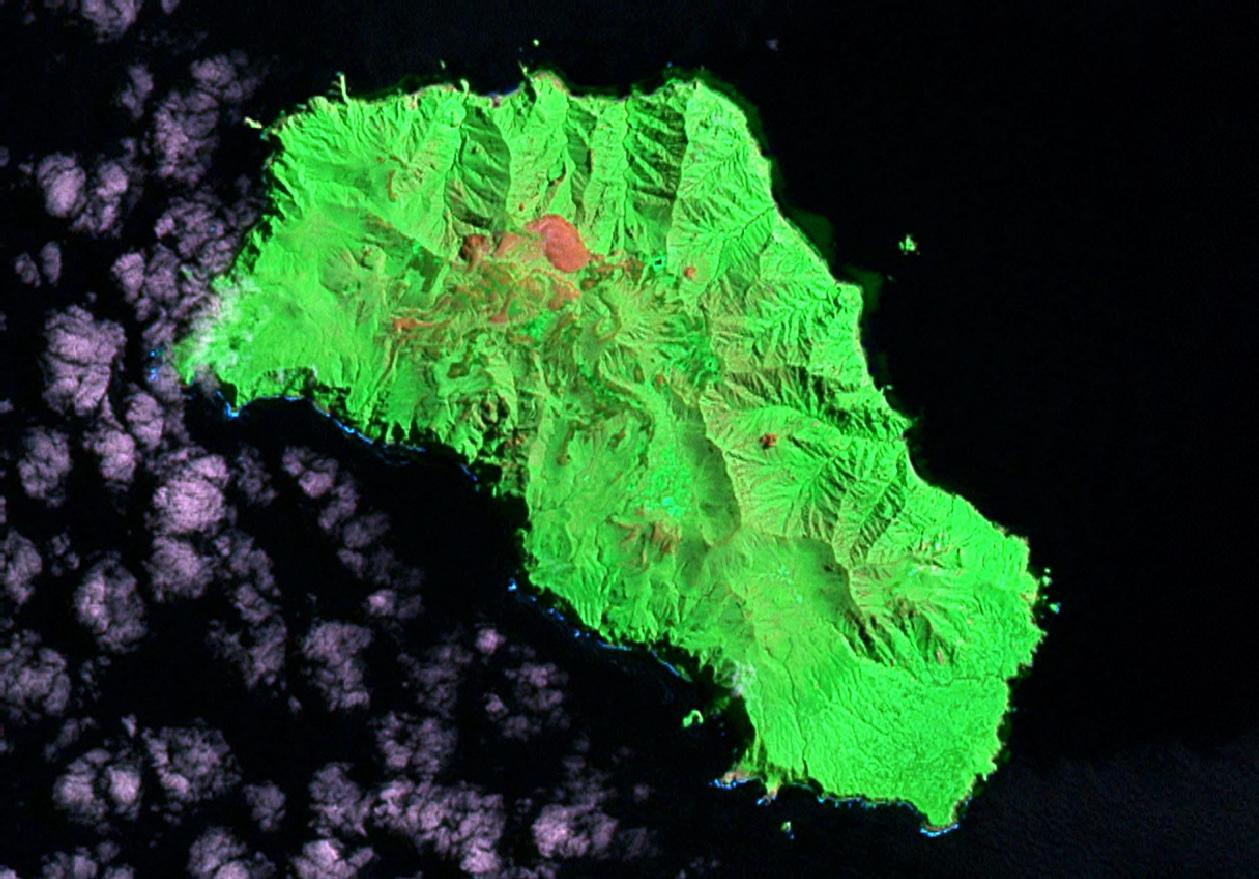
Ilha de Gonçalo Álvares - Imagem de satélite
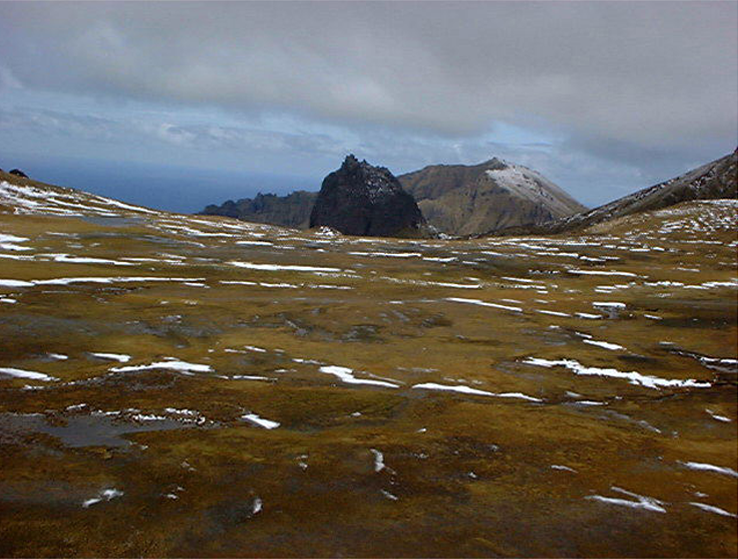
Panorama da Ilha de Gonçalo Álvares
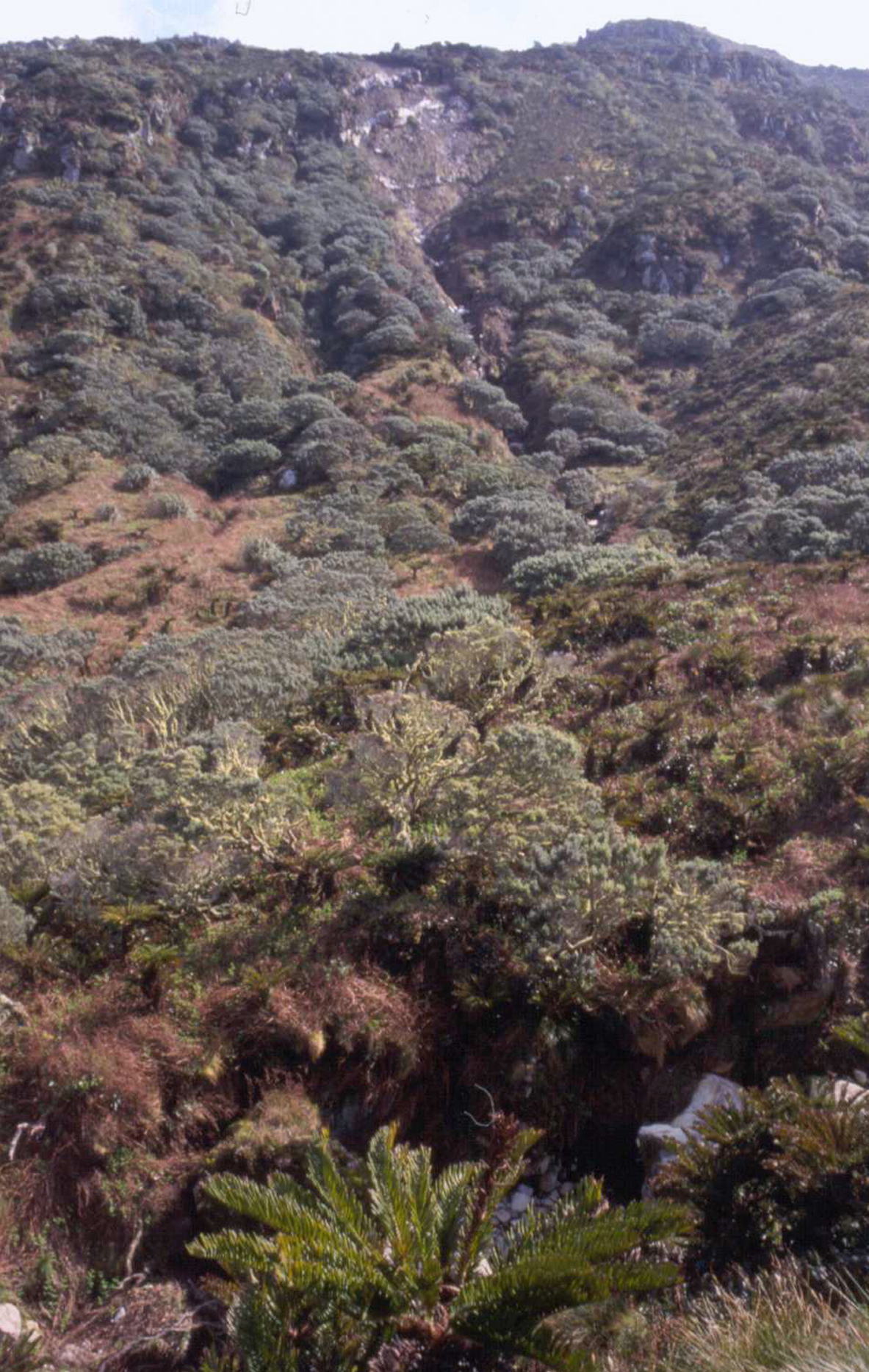
Ilha de Gonçalo Álvares